# Parseval (sterowiec)
Parseval – linia sterowców budowanych w Niemczech w latach 1909–1917 w zakładach Luft-Fahrzeug-Gesellschaft (LFG).
Ogółem zbudowano 22 maszyny, do modelu PL-25 były to sterowce bezszkieletowe (ciśnieniowe) z dwoma balonetami wewnątrz powłoki, tj. elastycznymi zbiornikami powietrza, nadmuchiwanymi przy pomocy wentylatora napędzanego silnikiem. Kolejne modele to półszkieletowe.
Nazwa pochodziła od nazwiska konstruktora Augusta von Parsevala (1861–1942). Konstrukcja była oparta na doświadczeniach z Versuchsluftschiff (niem. „sterowiec eksperymentalny”) wielokrotnie przebudowywanej, pierwszej maszynie konstruktora. Jej pierwszy lot odbył się 26 maja 1906 na berlińskim lotnisku wojskowym Tegel. Trzy lata później Parseval uznał swój pierwszy sterowiec za ukończony i nazwał go PL 1.
Kolejne maszyny nosiły nazwy od PL 1 (o długości 60 m) do PL 27 (długości 157 m). PL 20 do PL 24 nie zostały zbudowane. Na przełomie lat 20. i 30. zostały zbudowane trzy sterowce Parseval-Naatz (PN 28 do PN 30).